# Bahnstrecke Tschortkiw–Luschany
| Brücke über den Dnister in Salischtschyky |                          |                                 |                                 |
| Streckenlänge: | 101 km                   |                                 |                                 |
| Spurweite: | 1520 mm (Russische Spur) |                                 |                                 |
| |                          |                                 |                                 |
| \| \| \| von Jarmolynzi \| \| \| \| 0 \| Tschortkiw (Чортків) \| Tschortkiw (Чортків) \| \| \| \| Seret \| \| \| \| 6 \| Bila (Біла-Чортківська) \| Bila (Біла-Чортківська) \| \| \| \| nach Butschatsch \| \| \| \| 12 \| Tscherkawtschyna (Черкавщина) \| Tscherkawtschyna (Черкавщина) \| \| \| 19 \| Jahilnyzja (Ягільниця) \| Jahilnyzja (Ягільниця) \| \| \| 29 \| Tluste (Тлусте) \| Tluste (Тлусте) \| \| \| 38 \| Worwulynzi (Ворвулинці) \| Worwulynzi (Ворвулинці) \| \| \| 42 \| Torske (Торське) \| Torske (Торське) \| \| \| 48 \| Dswynjatsch (Дзвиняч) \| Dswynjatsch (Дзвиняч) \| \| \| 57 \| Salischtschyky (Заліщики) \| Salischtschyky (Заліщики) \| \| \| \| Dnister \| \| \| \| 59 \| Kostryschiwka (Кострижівка) \| Kostryschiwka (Кострижівка) \| \| \| 63 \| Prylyptsche (Прилипче) \| Prylyptsche (Прилипче) \| \| \| 67 \| Stefaneschty (Стефанешти) \| Stefaneschty (Стефанешти) \| \| \| \| nach Deljatyn \| \| \| \| 780 \| Werentschanka (Веренчанка) \| Werentschanka (Веренчанка) \| \| \| \| \| \| \| \| 4 \| Zinkeu (Чинкеу) \| Zinkeu (Чинкеу) \| \| \| 10 \| Sastawna (Заставна) \| Sastawna (Заставна) \| \| \| 14 \| Jurkauzy (Юркауци) \| Jurkauzy (Юркауци) \| \| \| 20 \| Pochorlauzy (Похорлауци) \| Pochorlauzy (Похорлауци) \| \| \| 23 \| Wikna Bukowyny (Вікна Буковини) \| Wikna Bukowyny (Вікна Буковини) \| \| \| \| \| \| \| \| 86 \| Dawydiwzi (Давидівці) \| Dawydiwzi (Давидівці) \| \| \| 90 \| Kizman (Кіцмань) \| Kizman (Кіцмань) \| \| \| 94 \| Laschkiwka (Лашківка) \| Laschkiwka (Лашківка) \| \| \| \| Sowyzja \| \| \| \| \| von Iwano-Frankiwsk \| \| \| \| 101 \| Luschany (Лужани) \| Luschany (Лужани) \| \| \| \| nach Czernowitz \| \| |                          |                                 |                                 |
| Strecke |                          | von Jarmolynzi                  | von Jarmolynzi                  |
| Bahnhof | 0                        | Tschortkiw (Чортків)            | Tschortkiw (Чортків)            |
| Brücke über Wasserlauf |                          | Seret                           | Seret                           |
| Bahnhof | 6                        | Bila (Біла-Чортківська)         | Bila (Біла-Чортківська)         |
| Abzweig geradeaus und nach rechts |                          | nach Butschatsch                | nach Butschatsch                |
| Haltepunkt / Haltestelle | 12                       | Tscherkawtschyna (Черкавщина)   | Tscherkawtschyna (Черкавщина)   |
| Bahnhof | 19                       | Jahilnyzja (Ягільниця)          | Jahilnyzja (Ягільниця)          |
| Bahnhof | 29                       | Tluste (Тлусте)                 | Tluste (Тлусте)                 |
| Haltepunkt / Haltestelle | 38                       | Worwulynzi (Ворвулинці)         | Worwulynzi (Ворвулинці)         |
| Bahnhof | 42                       | Torske (Торське)                | Torske (Торське)                |
| Haltepunkt / Haltestelle | 48                       | Dswynjatsch (Дзвиняч)           | Dswynjatsch (Дзвиняч)           |
| Bahnhof | 57                       | Salischtschyky (Заліщики)       | Salischtschyky (Заліщики)       |
| Brücke über Wasserlauf |                          | Dnister                         | Dnister                         |
| Bahnhof | 59                       | Kostryschiwka (Кострижівка)     | Kostryschiwka (Кострижівка)     |
| Haltepunkt / Haltestelle | 63                       | Prylyptsche (Прилипче)          | Prylyptsche (Прилипче)          |
| Bahnhof | 67                       | Stefaneschty (Стефанешти)       | Stefaneschty (Стефанешти)       |
| Abzweig geradeaus und nach rechts |                          | nach Deljatyn                   | nach Deljatyn                   |
| Bahnhof | 780                      | Werentschanka (Веренчанка)      | Werentschanka (Веренчанка)      |
| Abzweig geradeaus und nach links · Strecke von rechts |                          |                                 |                                 |
| Strecke · ehemaliger Bahnhof | 4                        | Zinkeu (Чинкеу)                 | Zinkeu (Чинкеу)                 |
| Strecke · Kopfbahnhof Strecke ab hier außer Betrieb | 10                       | Sastawna (Заставна)             | Sastawna (Заставна)             |
| Strecke · Bahnhof (Strecke außer Betrieb) | 14                       | Jurkauzy (Юркауци)              | Jurkauzy (Юркауци)              |
| Strecke · Bahnhof (Strecke außer Betrieb) | 20                       | Pochorlauzy (Похорлауци)        | Pochorlauzy (Похорлауци)        |
| Strecke · Kopfbahnhof Streckenende (Strecke außer Betrieb) | 23                       | Wikna Bukowyny (Вікна Буковини) | Wikna Bukowyny (Вікна Буковини) |
| Strecke |                          |                                 |                                 |
| Haltepunkt / Haltestelle | 86                       | Dawydiwzi (Давидівці)           | Dawydiwzi (Давидівці)           |
| Bahnhof | 90                       | Kizman (Кіцмань)                | Kizman (Кіцмань)                |
| Haltepunkt / Haltestelle | 94                       | Laschkiwka (Лашківка)           | Laschkiwka (Лашківка)           |
| Brücke über Wasserlauf |                          | Sowyzja                         | Sowyzja                         |
| Abzweig geradeaus, ehemals nach rechts und von rechts |                          | von Iwano-Frankiwsk             | von Iwano-Frankiwsk             |
| Bahnhof | 101                      | Luschany (Лужани)               | Luschany (Лужани)               |
| Strecke |                          | nach Czernowitz                 | nach Czernowitz                 |

Die Bahnstrecke Tschortkiw–Luschany ist eine Nebenbahn in der Ukraine. Sie verläuft von Tschortkiw, einer Kleinstadt in den südlichen Teilen der Oblast Ternopil über Salischtschyky, eine Kleinstadt am Dnister nach Luschany, einem kleinen Ort nordwestlich von Czernowitz in der Oblast Tscherniwzi.
Der Betrieb wird durch die Ukrainischen Bahnen, im Speziellen die Lwiwska Salisnyzja geführt.
Die gesamte Strecke ist eingleisig ausgeführt und nicht elektrifiziert. 

## Geschichte
Die heutige Bahnstrecke besteht aus zwei Teilen sowie der Zweigstrecke nach Wikno:

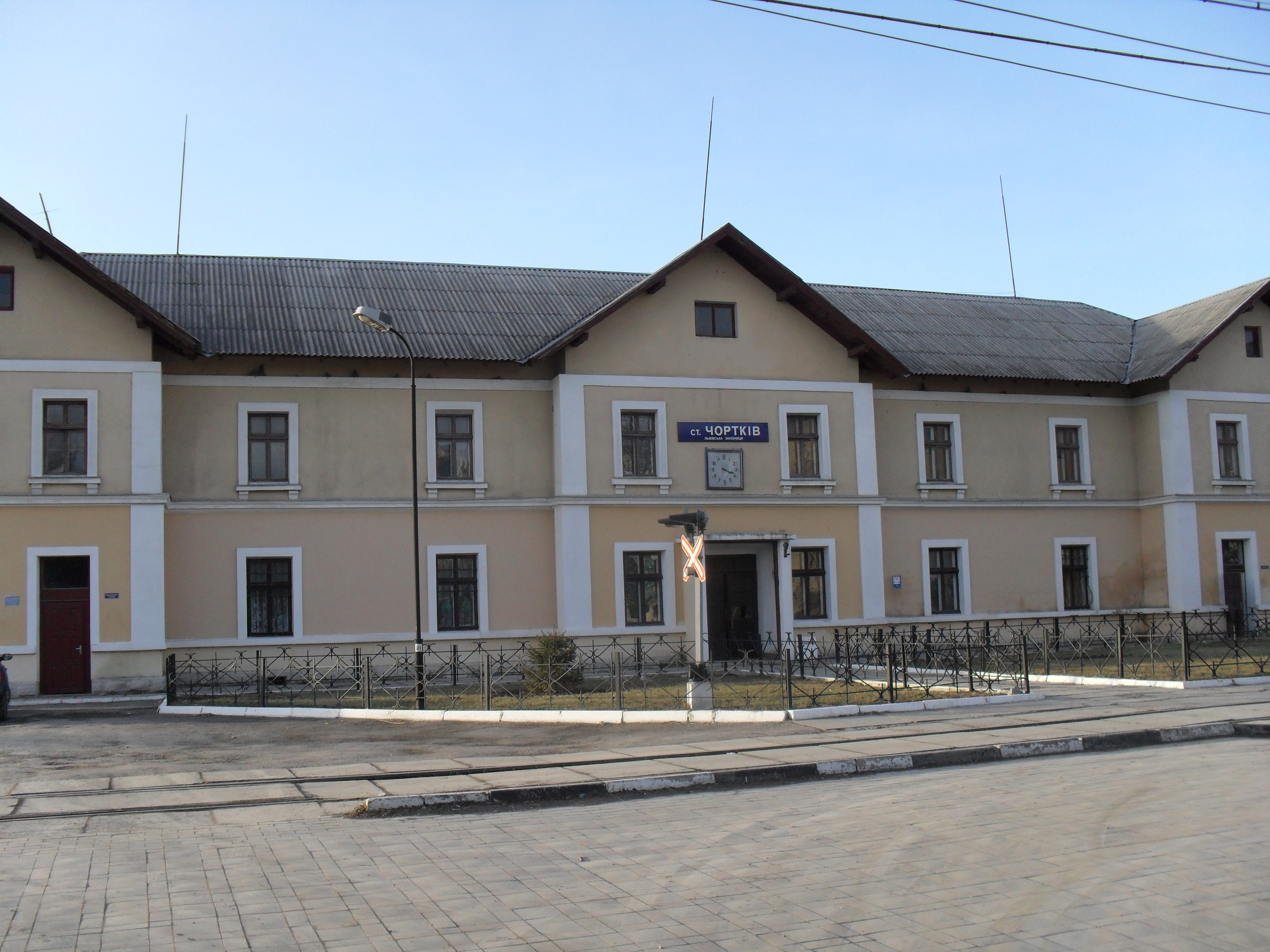
Bahnhofsgebäude in Tschortkiw

Zum einen der auf dem damaligen Gebiet des österreichischen Galiziens gelegenen Lokalbahn Białaczortkowska–Zaleszczyki, welche am 15. November 1898 mit einer Streckenlänge von 51,038 Kilometern durch die Aktiengesellschaft der ostgalizischen Lokalbahnen eröffnet wurde, die Konzessionierung der Linie erfolgte bereits am 23. Januar 1894.
Zum anderen aus der im ebenfalls österreichischen Kronland Bukowina am 12. Juli 1898 eröffneten Lokalbahn Luzan–Zaleszczyki (Streckenlänge 43,541 Kilometer) durch die Neue Bukowinaer Lokalbahn-Gesellschaft (Konzessionierung der Linie am 23. Januar 1895), diese wurde im Anschluss an die bereits seit 1866 erbaute Strecke Lemberg–Czernowitz der Lemberg-Czernowitz-Jassy-Eisenbahn errichtet.

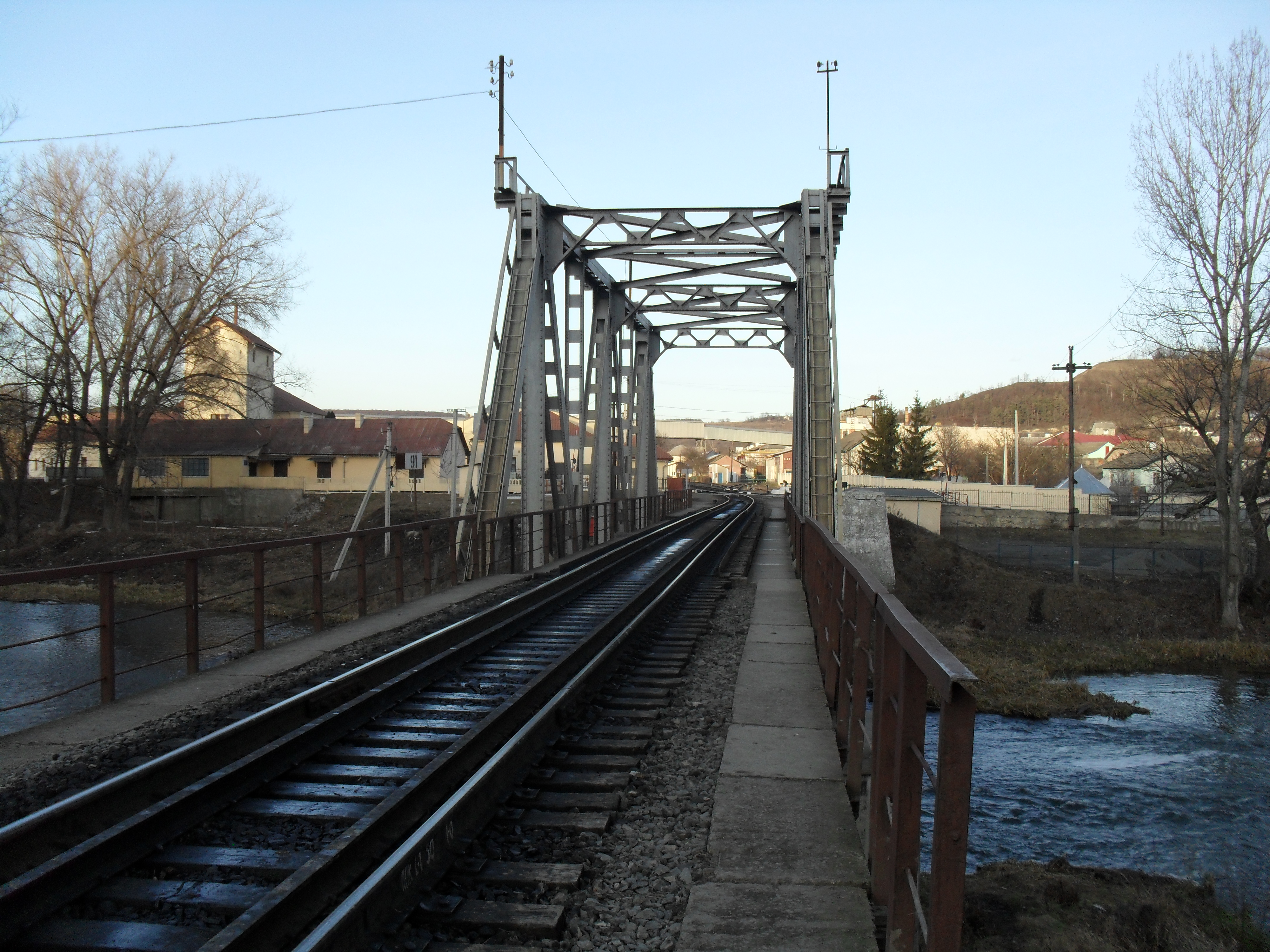
Brücke über den Sereth bei Tschortkiw

Die Zweigstrecke nach Wikno wurde in mehreren Etappen durch die Neue Bukowinaer Lokalbahn-Gesellschaft als Lokalbahn Werenczanka–Okna (23,246 Kilometer) eröffnet. Die Teilstrecke Werenczanka–Jurkoutz am 17. Oktober 1909, die restliche Strecke bis ins damalige Okna am 1. Januar 1910.
Nach dem Ende des Ersten Weltkrieges kam die Teilstrecke bis Zaleszczyki unter polnische Herrschaft und wurde nun von den Polnischen Staatsbahnen (PKP) bedient, der südliche Teil kam zu Großrumänien und wurde in dessen Staatsbahnen Căile Ferate Române eingegliedert, die Streckenverbindung über die rumänisch-polnische Grenze über den Dnister wurde aber beibehalten und ein Korridorverkehr nach Kolomyja durchgeführt.
Durch die Besetzung Ostpolens durch die Sowjetunion kurz nach dem Beginn des Zweiten Weltkrieges 1939 kam der polnische Streckenteil in den Besitz der Sowjetischen Eisenbahnen, welche sofort mit der Umspurung einzelner Strecken begannen. Nach der Annexion der Nordbukowina 1940 kam auch das rumänische Teilstück hinzu, auf der Strecke wurde ebenfalls mit der Umspurung auf Breitspur begonnen, dies wurde aber nach dem Überfall Deutschlands auf die Sowjetunion 1941 rückgängig gemacht und die Strecken der Ostbahn unterstellt. Die Strecke Czortkow — Zaleszczyki bekam die Nummer 534n.
Das Ende des Zweiten Weltkrieges brachte die endgültige Angliederung Ostpolens und der Nordbukowina an die Sowjetunion mit sich und unter der Führung der Sowjetischen Eisenbahnen wurden sämtliche normalspurigen Bahnen auf Breitspur umgespurt, seither ist die Bahnstrecke in Breitspur ausgeführt.
Die Zweigstrecke nach Wikno wird heute nicht mehr durch Personenverkehr bedient, lediglich für Güterverkehrzwecke wird noch der Bahnhof und die Strecke nach Sastawna offengehalten.